# Mārtiņš Dzierkals
Mārtiņš Dzierkals (* 4. April 1997 in Riga) ist ein lettischer Eishockeyspieler, der seit August 2023 beim Skellefteå AIK aus der Svenska Hockeyligan unter Vertrag steht und dort auf der Position des Stürmers spielt.

## Karriere
Mārtiņš Dzierkals begann seine Karriere beim SK Saga in seiner Geburtsstadt Riga. Nachdem er 2011/12 für den HK Ogre in der lettischen U16-Liga gespielt hatte, kehrte er zu Saga zurück und spielte dort in der U18-Mannschaft. 2013 wurde er mit den meisten Toren und Vorlagen Topscorer der lettischen U18-Liga. 2014/15 spielte er für den HK Riga in der Molodjoschnaja Chokkeinaja Liga. Anschließend wurde er beim CHL Import Draft 2015 von den Huskies de Rouyn-Noranda in der ersten Runde als insgesamt 22. Spieler und beim NHL Entry Draft 2015 in der dritten Runde an insgesamt 68. Stelle von den Toronto Maple Leafs ausgewählt. In der Folge spielte er für die Huskies zwei Jahre in der Ligue de hockey junior majeur du Québec, die er 2016 mit dem Team gewinnen konnte. Das Finale um den Memorial Cup 2016 wurde dann erst nach Verlängerung gegen die London Knights verloren. 2017 wechselte er in die Organisation der Maple Leafs und wurde neben vier Einsätzen bei den Toronto Marlies in der American Hockey League vor allem von den Orlando Solar Bears in der ECHL eingesetzt.
Nach drei Jahren in Nordamerika kehrte Dzierkals im Sommer 2018 nach Europa zurück, wo er unter anderem für Dinamo Riga in der Kontinentalen Hockey-Liga, aber auch in Finnland (Mikkelin Jukurit) und Tschechien (HC Plzeň 1929, HC České Budějovice) auf dem Eis stand, bevor er im Sommer 2023 nach Schweden weiterzog. Dort spielt er für den Skellefteå AIK in der Svenska Hockeyligan und wurde 2024 mit dem SAIK schwedischer Meister.

### International
Mit dem lettischen Nachwuchs nahm Dzierkals am Europäischen Olympischen Winter-Jugendfestival 2013 teil. Später war er bei der U18-Weltmeisterschaft der Division I 2014 und nach dem dortigen Aufstieg bei der U18-Weltmeisterschaft der Top-Division 2015 aktiv. Anschließend spielte er mit der lettischen U20-Auswahl bei den Weltmeisterschaften der Division I 2016 und der Top-Division 2017.
Mit der lettischen Männer-Nationalmannschaft nahm er an den Weltmeisterschaften 2019, 2021, 2022, 2023, als die Balten erstmals die Bronzemedaille gewannen, 2024 und 2025 teil. Zudem vertrat er sein Heimatland bei den Olympiaqualifikationsturnieren für die Winterspiele 2018, 2022 und 2026 sowie bei den Spielen 2022 in Peking selbst.

## Erfolge und Auszeichnungen
- 2013 Topscorer, bester Torschütze und Vorlagengeber der lettischen U18-Liga
- 2016 Coupe-du-Président-Gewinn mit den Huskies de Rouyn-Noranda
- 2024 Schwedischer Meister mit dem Skellefteå AIK

### International
- 2014 Aufstieg in die Top-Division bei der U18-Weltmeisterschaft der Division I, Gruppe A
- 2016 Aufstieg in die Top-Division bei der U20-Weltmeisterschaft der Division I, Gruppe A
- 2023 Bronzemedaille bei der Weltmeisterschaft

## Karrierestatistik
Stand: Ende der Saison 2024/25

### International
Vertrat Lettland bei:
| - U18-Junioren-Weltmeisterschaft der Division IA 2014 - U20-Junioren-Weltmeisterschaft der Division IA 2015 - U18-Junioren-Weltmeisterschaft 2015 - U20-Junioren-Weltmeisterschaft 2016 - Qualifikationsturnier für die Olympischen Winterspiele 2018 - U20-Junioren-Weltmeisterschaft 2017 - Weltmeisterschaft 2019 - Weltmeisterschaft 2021 | - Qualifikationsturnier für die Olympischen Winterspiele 2022 - Olympischen Winterspielen 2022 - Weltmeisterschaft 2022 - Weltmeisterschaft 2023 - Weltmeisterschaft 2024 - Qualifikationsturnier für die Olympischen Winterspiele 2026 - Weltmeisterschaft 2025 |

(Legende zur Spielerstatistik: Sp oder GP = absolvierte Spiele; T oder G = erzielte Tore; V oder A = erzielte Assists; Pkt oder Pts = erzielte Scorerpunkte; SM oder PIM = erhaltene Strafminuten; +/− = Plus/Minus-Bilanz; PP = erzielte Überzahltore; SH = erzielte Unterzahltore; GW = erzielte Siegtore; 1 Play-downs/Relegation; Kursiv: Statistik nicht vollständig)